# 1858

## Esdeveniments
- De l'11 de febrer al 16 de juliol, Lorda, Gascunya: Ocorren, a una gruta anomenada Massavielha, unes aparicions atribuïdes a la Immaculada Concepció, que es va aparèixer a la filla gran d'un moliner anomenada Bernadeta Soubirous. Actualment, Lorda és un gran centre de pelegrinatge, on van malalts d'arreu del món, intentant aconseguir, a través d'un miracle de la Mare de Déu de Lourdes, una guarició als seus mals.
- 2 de juny: L'astrònom italià Giovanni Battista Donati descobreix el Cometa Donati.
- 13 de juny, Tractat de Tiajin o Tientsin, entre el govern de la dinastia Qing (Xina) i l'Imperi Rus. També s'ha inclòs com un dels Tractats desiguals entre estats d'Àsia i les potencies occidentals.[1]
- 18 de juny, Tractat de Tiajin o Tientsin, entre el govern de la dinastia Qing (Xina) i els Estats Units. També s'ha inclòs com un dels Tractats desiguals entre estats d'Àsia i les potencies occidentals.[1]
- 1 de juliol, Londres: Es fa la presentació dels postulats sobre l'origen de les espècies (posteriorment anomenada teoria de l'evolució), elaborats simultàniament per Charles Darwin i Alfred Wallace a la Societat Linneana de Londres, tot i que cap d'ells no hi era present.[2]
- Hymen L. Lipman patenta el primer llapis que inclou una goma d'esborrar unida a la fusta.[3]
- Fundació de Denver.
- Rendició del darrer líder seminola i final de la tercera guerra seminola.[4]
- Fi de la rebel·lió dels sipais a l'Índia, que significà un pas per a la independència del país i la fi de l'Imperi Mogol.
- Aden, Iemen: Es funda la Gran Sinagoga d'Aden.

## Naixements
Països Catalans
- 4 de febrer, Tortosa, província de Tarragona: Francesc Gimeno i Arasa, pintor i dibuixant català (m. 1927).
- 19 de febrer, Carcaixent, Ribera Alta: Julià Ribera Tarragó, filòleg arabista valencià (m. 1934).
- 10 de març, Sabadell, província de Barcelona: Josep Mir i Marcet, metge i regidor de Sabadell.
- 15 de març, Bromberg, Prússia: Clara Hammerl, mestra vinculada a Pollença i primera directora bancària d'Espanya (m. 1931).[5]
- 21 de març, Barcelona: Enric Sagnier i Villavecchia, arquitecte català (m. 1931).[6]
- 13 d'abril, Barcelona: Concepció Ginot i Riera, va ser una pianista, professora de música i compositora catalana (m. 1934).[7]
- 18 de juliol, Cadaqués: Frederic Rahola i Trèmols, economista i polític català.
- 27 de setembre, Girona: Joaquim Ruyra i Oms, escriptor.[8]
- 25 d'octubre, Barcelona: Antoni de Paula Capmany i Borri, empresari, catalanista i mecenes.
- 20 de novembre, Olot: Sabina Muchart, fotògrafa professional catalana, pionera en l'art fotogràfic i el periodisme de guerra (m. 1929).[9]
- 26 de novembre, Barcelona: Eudald Canivell i Masbernat, dibuixant, impressor, tipògraf i bibliotecari català (m. 1928).

Resta del món
- 6 de gener, Teheran: Mirza Ali Asgar Khan Atabak-e Azam Amin al-Sultan, gran visir
- 22 de gener, Gloucester: Beatrice Webb, sociòloga i economista anglesa, teòrica de l'estat del benestar (m. 1943).[10]
- febrer, Jesi, Regne d'Itàlia: Giuseppe Radiciotti, musicòleg i compositor italià.
- 18 de març, París, França: Rudolf Diesel, enginyer i inventor alemany, inventor del motor de combustió d'alt rendiment que duu es seu nom: motor dièsel (m. 1913).
- 19 de març, Canton, Guandong (Xina): Kang Youwei, intel·lectual, pensador, reformista i cal·lígraf que va viure durant els darrers anys de la dinastia Qing i els primers anys de la República (m. 1927)[11]
- 23 de març, Bremen, Imperi Alemany: Ludwig Quidde, historiador i pacifista alemany, premi Nobel de la Pau de 1927 (m. 1941).[12]
- 15 d'abril, Épinal, França: Emile Durkheim, sociòleg francès (m. 1917).[13]
- 22 d'abril, Londres, Anglaterra: Dame Ethel Smyth, compositora, escriptora i activista anglesa (m. 1944).[14]
- 23 d'abril, 
  - Kiel, Imperi Alemany: Max Planck, físic alemany, autor de la teoria quàntica, Premi Nobel de Física de l'any 1918 (m. 1947).[15]
  - Mangalore, Índia: Ramabai Medhavi, reformadora social índia (m. 1922).[16]
- 9 de maig, Vienaː Natalie Bauer-Lechner, prestigiosa violista (m. 1921).[17]
- 17 de maig, Staffordshire, Anglaterraː Mary Adela Blagg, astrònoma britànica; compilà el nomenclàtor lunar que adoptaria la UAI (m.1944).[18]
- 9 de juliol, Minden, Alemanya: Franz Boas, antropòleg i etnòleg estatunidenc (m. 1942).[19]
- 16 de juliol, Lieja (Bèlgica): Eugène Ysaÿe, violinista, director d'orquestra i compositor belga (m. 1931).[20]
- 21 de juliol:
  - Amsterdam: Herman ten Kate, antropòleg neerlandès que feu un treball extens sobre els pobles indis de Baixa Califòrnia.
  - Tapiau (Gvardeysk), Imperi Rus: Lovis Corinth, pintor prussià (m. 1925).[21]
  - Gross-Seelowitz: Maria Cristina d'Habsburg-Lorena, reina d'Espanya (m. 1929).[22]
- 15 d'agost, Londres: Edith Nesbit, escriptora anglesa, pionera de la literatura fantàstica juvenil (m. 1924).[23]
- 11 d'agost, Nijkerk, Països Baixos: Christiaan Eijkman, metge neerlandès, Premi Nobel de Medicina de 1929 (m. 1930).
- 15 d'agost, La Sala, Occitània: Emma Calvé, soprano francesa de la Belle Époque (n. 1858).[24]
- 18 d'agost: Robert Chalmers, alt funcionari britànic
- 16 de setembre, Rexton, Canadà: Andrew Bonar Law, polític britànic, primer ministre del Regne Unit de 1922 a 1923 (m. 1923).[25]
- 21 de setembre, Sevilla: Ángeles López de Ayala, activista política espanyola, la principal intel·lectual de finals del segle xix (m. 1926).[26]
- 3 d'octubre, Vigevano, Piemont: Eleonora Duse, cèlebre actriu de teatre italiana (m. 1924).[27]
- 9 d'octubre, Idvor, Banat: Mihajlo Pupin, físic i químic físic serbi i americà (m. 1935).[28]
- 15 d'octubre, Boston, Estats Units: John Lawrence Sullivan, boxador (m. 1918).[29]
- 16 d'octubre, Seifersdorf, Turíngia: Reinhard Vollhardt, compositor alemany.
- 26 d'octubre, Londres: William Gurney Rothery, musicòleg anglès.
- 27 d'octubre, 
  - Nova York: Theodore Roosevelt, polític estatunidenc, 26è president dels EUA i Premi Nobel de la Pau de 1906 (m. 1919).
  - Viena: Ida Pfeiffer, viatgera austríaca i una de les primeres exploradores europees (n. 1797).[30]
- 20 de novembre, Mårbacka, Suècia: Selma Lagerlöf, escriptora sueca, Premi Nobel de Literatura de 1909 (m. 1940).[31]
- 4 de desembre: Wimbledon, Anglaterra: Grace Frankland, microbiòloga i bacteriòloga anglesa (m. 1946).[32]
- 22 de desembre, Lucca, Gran Ducat de Toscana: Giacomo Puccini, compositor italià (m. 1924).[33]
- Cherburg: Frédéric-Albert Le Rey, compositor francès.

## Necrològiques
- 28 d'abril, París: Émilie Bigottini, ballarina francesa d'ascendència italiana (n. 1784).[34]
- 16 de juny, York (Anglaterra): John Snow, metge anglès, precursor de l'epidemiologia (n. 1813).[35]

- 28 de juny, Londres: Jane Marcet, escriptora de llibres de divulgació científica, que tingueren una gran popularitat (n. 1769).[36]
- 6 de juliol, Copenhaguen: Ida da Fonseca, cantant d'òpera i compositora danesa (m. 1802).[37]
- 14 d'agost, Japó: Tokugawa Iesada, 44è shogun
- 6 de setembre, Edo (Japó): Andō Hiroshige, dissenyador de xilografies japonès (n. 1797).[38]

- 15 de setembre, Schaffhausen, Suïssa: Johann Theodor Mosewius, cantant d'òpera, director del cor i director musical prussià
- Ida Pfeiffer, viatgera austríaca i una de les primeres exploradores europees (n. 1797).[39]